# 肖古道
肖古道（朝鮮語: 초고도）は、朝鮮氏族の済州肖氏の始祖である。高麗の時に中国元より渡来して済州島に定着した漢人である。
『朝鮮氏族統譜』によると、本来の姓は趙であったが、趙の字から走の字を外して、肖と改姓をした。